# NGC 7318B
NGC 7318B (también conocida como UGC 12100 o PGC 69263) es una galaxia espiral a unos 300 millones de años luz de distancia, en la constelación de Pegaso. Miembro del famoso Quinteto de Stephan, esta galaxia está en proceso de colisión.
El Telescopio Espacial Spitzer reveló la presencia de una enorme onda de choque intergaláctico, que se muestra por el verde del arco magnífico en la foto. La onda está producida por una galaxia cayendo en otra a millones de kilómetros por hora. Como NGC 7318B choca con NGC 7318A, hay difusión de gases en todo el cúmulo; los átomos de hidrógeno se calientan en la onda de choque, lo que produce el resplandor verde. Es una de las formas más turbulentas que se han visto entre las producidas por hidrógeno molecular. Este fenómeno fue descubierto por un equipo internacional de científicos del Instituto Max Planck de Física Nuclear (MPIK), sito en Heidelberg. Lo más notable es el hecho de que este choque puede ayudar a proporcionar una visión de lo que ocurrió en los inicios del universo hace 13 800 millones de años, cuando se calcula que este se formó.